# Pollaczek-Chintschin-Formel
In der Warteschlangentheorie, einem Teilgebiet der Wahrscheinlichkeitstheorie, ist die Pollaczek-Chintschin-Formel eine Formel zur Berechnung der mittleren Warteschlangenlänge bei einem Bedienmodell, dessen Anforderungsstrom Poisson-verteilt ist und dessen Bedienzeiten einer beliebigen Verteilung unterliegen (ein M/G/1-Modell in der Kendall-Notation). Sie kann ebenso zur Berechnung der durchschnittlichen Wartezeit in diesem Modell verwendet werden.

## Geschichte
Die Formel wurde zunächst von Felix Pollaczek 1930 veröffentlicht und von Alexander Chintschin zwei Jahre später überarbeitet.

## Durchschnittliche Warteschlangenlänge
Die Formel gibt die mittlere Warteschlangenlänge {\displaystyle L} mit
{\displaystyle L=\rho +{\frac {\rho ^{2}+\lambda ^{2}\operatorname {Var} (S)}{2(1-\rho )}}}
an. Hierbei sind
- {\displaystyle \lambda } die Ankunftsrate des Poisson-Stroms,
- {\displaystyle 1/\mu } die durchschnittliche Abfertigungszeit der Abfertigungszeitverteilung {\displaystyle S},
- {\displaystyle \rho =\lambda /\mu } die Auslastung und
- {\displaystyle \operatorname {Var} (S)} die Varianz der Abfertigungszeitverteilung {\displaystyle S}.

Für eine stabile Warteschlangenlänge ist es notwendig, dass {\displaystyle \rho <1} gilt, da sonst die Anfragen schneller ankommen, als sie abgefertigt werden. Die Verkehrsdichte liegt zwischen {\displaystyle 0} und {\displaystyle 1}. Dies bezeichnet die durchschnittliche Leerlaufzeit des Bedienelements. Sollte die Ankunftsrate {\displaystyle \lambda _{a}} größer oder gleich der Bedienrate {\displaystyle \lambda _{s}} sein, geht die Wartezeit gegen unendlich. Der Varianzterm der Formel resultiert aus dem Wartezeitparadoxon.

## Durchschnittliche Wartezeit
Die Zeit {\displaystyle W} bezeichne die durchschnittliche Zeit im System, dann gilt {\displaystyle W=W'+\mu ^{-1}}, wobei {\displaystyle W'} die durchschnittliche Wartezeit und {\displaystyle \mu } die Bedienrate ist. Unter Verwendung von Littles Gesetz,
{\displaystyle L=\lambda W}
mit
- {\displaystyle L} als durchschnittliche Warteschlangenlänge,
- {\displaystyle \lambda } als Ankunftsrate des Poissonstroms und
- {\displaystyle W} als durchschnittliche Zeit im System

gilt
{\displaystyle W={\frac {\rho +\lambda \mu \operatorname {Var} (S)}{2(\mu -\lambda )}}+\mu ^{-1}}.
Als Formel der durchschnittlichen Wartezeit folgt dann
{\displaystyle W'={\frac {L}{\lambda }}-\mu ^{-1}={\frac {\rho +\lambda \mu \operatorname {Var} (S)}{2(\mu -\lambda )}}}.